# Milan Bizovičar
Milan Bizovičar, slovenski slikar, književni ilustrator, * 13. januar 1927, Ljubljana, † 15. september 2006.

## Življenje in delo
Po diplomi 1949 na ljubljanski Akademiji za likovno umetnost je 1951 nadaljeval študij na specialki za slikarstvo pri G. Stupici in se dodatno izpopolnjeval še 1963 v Parizu. Njegovo knjižno ilustracijo odlikuje čista in dinamična risba, ki predstavlja motiv v poenostavljeni obliki. K njeni svežini prispeva tudi barvna skala, ki je včasih blizu slovenski ljudski umetnosti. Ilustriral je med drugim Prežihove Samorastnike  (COBISS),  
Solzice (COBISS), Jalnove Bobre (COBISS), Zajčevo Abecedarijo, Kovačičeve Zgodbe iz mesta Rič-Rač in od drugod in še vrsto drugih knjig. Ukvarjal se je tudi s knjižno opremo, pri čemer je povezoval besedilo, ilustracijo in opremo v nedeljivo celoto. Slike je razstavljal na samostojnih razstavah, predvsem pa se je udeleževal skupinskih razstav, ki so doma in v tujini (Bologna, Bratislava in drugje) predstavile slovensko mladinsko knjižno ilustracijo.